# Gölen (Angerdshestra socken, Småland)
Gölen är en sjö i Angerdshestra socken i Jönköpings kommun i Småland och ingår i Nissans huvudavrinningsområde.